# Waldemar Legień
 (décembre 2023).
Si vous disposez d'ouvrages ou d'articles de référence ou si vous connaissez des sites web de qualité traitant du thème abordé ici, merci de compléter l'article en donnant les références utiles à sa vérifiabilité et en les liant à la section « Notes et références ».
 Waldemar Legień est un judoka polonais, né le 28 août 1963 à Bytom, actuellement 8e dan (Shichi-dan, ceinture blanche-rouge). Il est le premier judoka de l'histoire double champion olympique dans deux catégories différentes (−78 kg à Séoul en 1988 et −86 kg à Barcelone en 1992).

## Biographie
Il commence le judo à l'âge de 9 ans au club local GKS Czarni Bytom. En 1981 il devient champion d'Europe junior dans la catégorie des −71 kg. L'année suivante il se classe 3e des championnats d'Europe junior. Il ne participera pas aux Jeux olympiques d'été de 1984 à cause du boycott de l'URSS et des pays alliés.
Il participe aux Jeux olympiques d'été de 1988 et est porte drapeau de la délégation polonaise aux Jeux olympiques d'été de 1992.
Depuis 1993, il est entraîneur au Racing Club de France, à Paris.
Aux Jeux olympiques de Seoul il bat en demi-finale le représentant de l'URSS Bachir Varaev, puis en finale l'Allemand Franck Wieneke.
À ceux de Barcelone il bat en demi-finale le canadien Nicolas Gill, puis en finale le français Pascal Tayot.

« Waldemar Legień c'était un physique qui ne ressemblait pas à grand-chose mais du judo plein les mains. »

— Djamel Bouras[réf. nécessaire]

« Waldemar Legien se situe entre la technique incroyable des Japonais et un registre tactique plus important sur le plan européen. »

— Marc Alexandre

## Palmarès

### Jeux olympiques
- Seoul 1988 : 1er (−78 kg)
- Barcelone 1992 : 1er (−86 kg)

### Championnats du monde

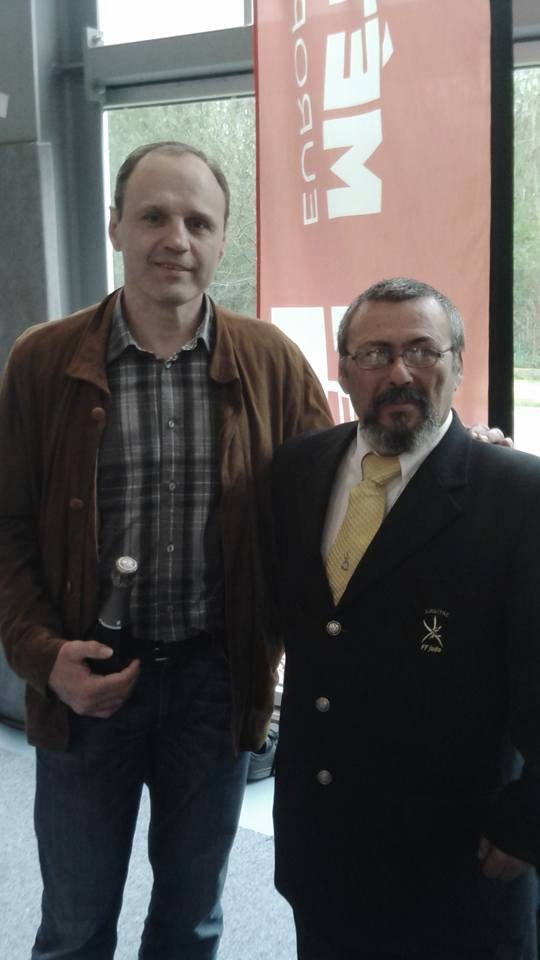
Photo en compagnie de Waldemar Legien lors d'un tournoi de judo.

- Photo en compagnie de Waldemar Legien lors d'un tournoi de judo. 1989 : 3e
- 1991 : 3e
- 1987 : 3e

### Championnats d'Europe
- Médaille d'or en 1991 à Francfort
- Médaille d'argent en 1985 à Hamar
- Médaille de bronze en 1986 à Belgrade

### Autres
- Huit fois champion de Pologne
- Élu deux fois Sportif polonais de l'année (1988 et 1992).
- Il possède son étoile sur l'allée des étoiles du sport à Wladyslawowo en Pologne
- Commandeur de l'Ordre Polonia Restituta (2019)
- Officier de l'Ordre Polonia Restituta (1992)
- Chevalier de l'Ordre Polonia Restituta (1988)
- Médaille d'argent puis d'or du Mérite
- Médaille d'or de l'Union Européenne de Judo